# Sojuz 2
Sojuz 2 je bila bespilotna letjelica lansirana u sklopu programa Sojuz Sovjetskog Saveza. Cilj Sojuza 2 je bio da se spoji s Sojuzom 3. Iako su dvije letjelice prišle veoma blizu jedna drugoj, nisu se uspjele spojiti.